# مرض تنكسي
الداء التنكسي (بالإنجليزية: Degenerative disease)‏ هو داءٌ تتدهور فيه وظيفة أو بنيان الأنسجة أو الأعضاء التي تُصاب به بمرور الوقت بسبب التقدم في العمر أو بسبب العادات المرتبطة بنمط الحياة مثل ممارسة الرياضة أو نمط التغذية. وتختلف الأمراض التنكسية عن الأمراض المعدية في الكثير من النواحي. 

## أمثلة على الأمراض التكنسية
- مرض الزيمر.
- مرض باركنسون.[4]
- تصلب عصيدي.
- مرض شاركو-ماري-توث
- الشلل فوق النووي المترقي.[5]
- السكري.
- السرطان.
- أمراض القلب.
- ضمور المقلة الوراثي أو داء نوري.
- التهاب البروستات.
- داء الأمعاء الالتهابي.
- التهاب المفاصل.
- تخلخل العظام.
- التهاب المفاصل الرثياني.